# Stridsvagn 103
Der Stridsvagn 103 (dt.: Kampfpanzer 103, wörtlich: Streitwagen 103) oder Strv 103, teilweise auch als S-Tank bekannt, war ein schwedischer Kampfpanzer. Aufgrund der besonderen Anforderung an einen Kampfpanzer mit möglichst niedriger Silhouette hatte der Stridsvagn 103 im Gegensatz zu den meisten Panzern keinen Drehturm oder besonderen Aufbau über der Wanne, sondern eine fest in der Wanne verbaute Kanone, wodurch der Stridsvagn 103 selbst im Vergleich zu anderen turmlosen Panzern als ungewöhnlich anzusehen ist.
Die Entwicklung begann 1956 und von 1967 bis 1971 wurde der Panzer gebaut. Der Stridsvagn 103 blieb bis 1997 im Dienst und wurde nie in Gefechtshandlungen eingesetzt.

## Geschichte
Mitte der 1950er-Jahre veranstaltete die schwedische Armee eine Ausschreibung für einen neuen Kampfpanzer, um ihre bis dahin verwendeten Centurion-Panzer zu ersetzen. Das Konsortium der Unternehmen Landsverk, Volvo und Bofors antwortete zunächst mit einem früheren Entwurf eines neuen Panzers namens Emil Olsson, welcher auch unter dem Decknamen Kranvagn (dt.: Kranwagen) oder KRV bekannt ist.
Der Entwurf wurde jedoch als zu teuer angesehen und verworfen, da ausländische Entwicklungen zu einem geringeren Preis zu erwerben waren. Lediglich zwei Prototypen des Kranvagns wurden gebaut, welche später als Versuchsfahrzeuge bei der Entwicklung des Stridsvagn 103 und der Artillerikanonvagn 151 dienten.
Die alternativen Projekte zum Kranvagn waren: Fahrzeug A („Anglo-Amerikanisch“), ein schwer gepanzerter 50 Tonnen schwerer Kampfpanzer mit mittelmäßiger Beweglichkeit von den Amerikanern oder den Briten; oder Alternative T („Tysk-Fransk“, dt.: „Deutsch-Französisch“), ein nur 30 Tonnen schwerer Kampfpanzer mit geringer Panzerung und hoher Beweglichkeit. Der Maschinenbauingenieur Sven Berge schlug schließlich 1956 das Projekt Alternativ S („schwedisch“) vor, welches schließlich überzeugte.
Bei der Entwicklung wurden Statistiken aus dem Zweiten Weltkrieg und dem Koreakrieg ausgewertet. Die Lehren daraus wurden maßgeblich für das spätere Aussehen des Stridsvagn 103. Die Auswertungen zu Panzerabschüssen zeigten, dass die Gefahr, getroffen zu werden, im Zusammenhang mit der Höhe des Panzerfahrzeugs steht. Mehr als die Hälfte der Kampfpanzerverluste kamen durch Wirkungstreffer in den Geschützturm zustande. Berge folgerte daraus, dass die neue Kampfpanzersilhouette so niedrig wie möglich sein sollte. Die extreme Lösung bestand im Verzicht auf den Geschützturm; nach Berges Überlegung eliminierte dies einen durch Treffer verletzlichen Bereich und verringerte das Gewicht. Vergleicht man die spätere Höhe des Stridsvagn 103 (1,90 m bis Oberbau; 2,14 m einschließlich Kommandantenkuppel) mit dem sowjetischen T-62 (2,20 m), einem damaligen potenziellen Gegner, wird ersichtlich, dass der Verzicht auf den Geschützturm nur in einer kleinen Verringerung der Höhe resultierte. Die geringe Höhe des T-62 beschränkte allerdings die Höhenrichtbarkeit der Kanone (T-62: −6° bis +16° vs. −10° bis +12° beim Strv 103A). Gegenüber den bis dahin eingesetzten Centurion (2,94–3,01 m) war der Größenunterschied allerdings bedeutend.
Sven Berge war auch vertraut mit dem Präzisionsgetriebe des Renault Char B1, der herausragenden Wendigkeit kurzer Sturmgeschütze und der besonderen Gefechtsleistungen deutscher StuG und Jagdpanzer. Dieses Wissen inspirierte Berge, das Ausrichtungsproblem der Waffe unter Verwendung von Vollautomatikgetrieben und eines besonderen Aufhängungssystems so zu lösen, dass das Fahrzeug unter der Führung des Richtschützen präzise senkrecht und waagerecht gerichtet werden konnte. Das Geschütz sollte dabei fest in der Wanne verbaut sein, was den Einsatz einer Waffenstabilisierung und damit das Schießen aus der Bewegung unmöglich machte. Umstände, die dem schwedischen Heer bewusst waren. Allerdings hatte das Heer mit ihren Centurion die Erfahrung gemacht, dass für eine zielgenaue Feuerabgabe ein Schießhalt unabdingbar ist. Dabei ging man davon aus, dass ein nennenswerter Durchbruch in der Entwicklung von Waffenstabilisierungen in naher Zukunft nicht zu erwarten sei, dies stellte sich später als Irrtum heraus.

## Technik

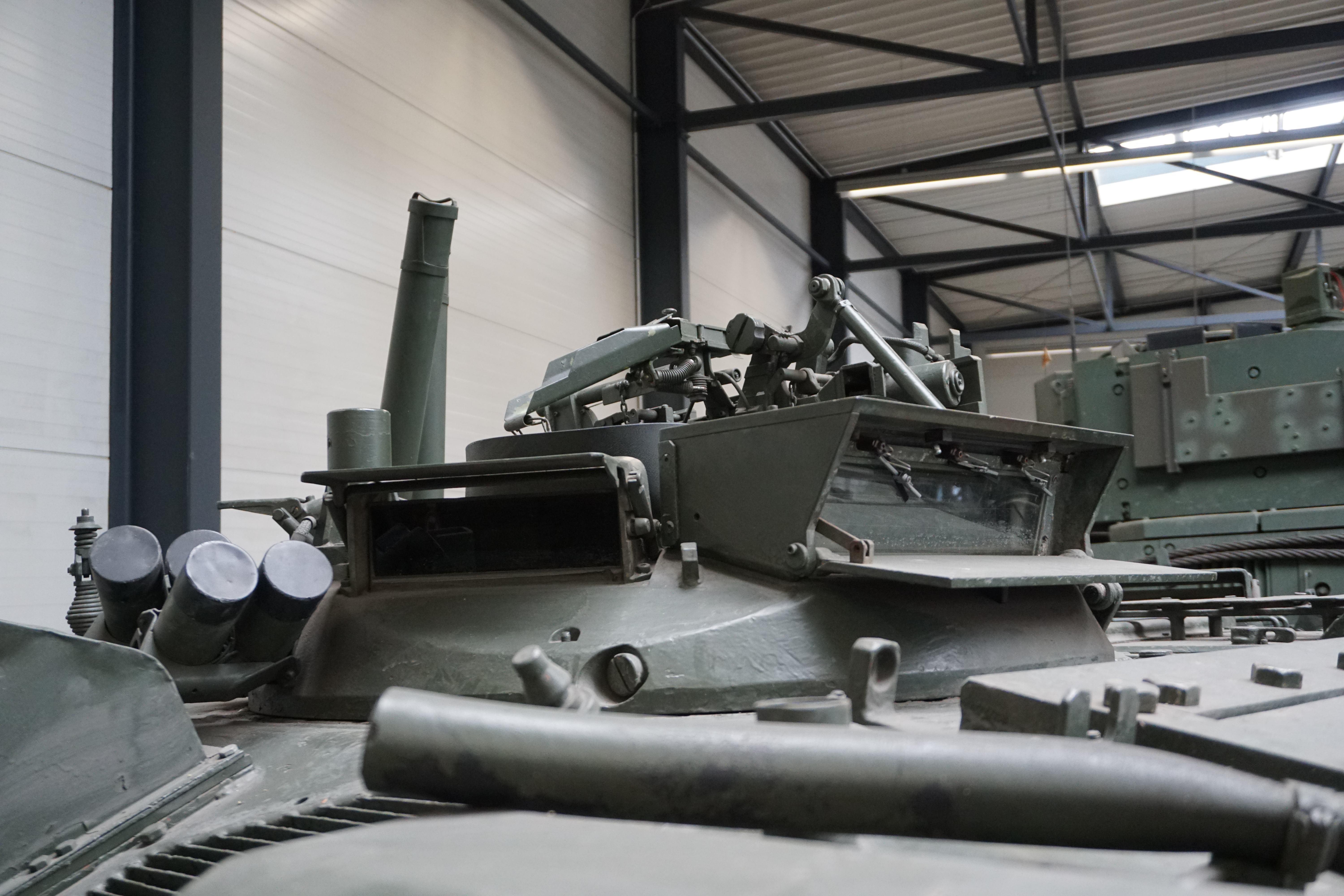
Stridsvagn 103 (Luke/Periskop für Kommandant)

Der Stridsvagn 103 war der letzte noch im Dienst befindliche Panzer in Kasemattbauweise. Von 1966 bis 1971 baute Bofors 290 Exemplare. Er wurde im schwedischen Heer seit 1997 durch den Stridsvagn 122, eine Variante des Leopard 2A5, abgelöst. Sowohl Kommandant als auch Fahrer hatten die notwendigen Instrumente für die Steuerung und zum Richten bzw. Abfeuern der Kanone. Der dritte Mann übernahm, ähnlich wie beim deutschen Luchs, Rückwärtsfahrt und Funken, die Hauptpanzerung und Bewaffnung blieb dabei feindseitig.
Die auf den ersten Blick revolutionäre und vielversprechende Lösung – gute Formgebung und niedrige Höhe des Fahrzeugs, neuartiger Kombiantrieb und neuartige Federung – erfüllte in der Praxis die Erwartungen in keiner Weise. Durch die kurze Kettenauflage schaukelte der Panzer sich auf unebenem Grund stark auf und der eher schwache Dieselmotor reichte nur für mäßige Straßengeschwindigkeit. Die Turbine hatte einen extrem hohen Kraftstoffverbrauch, was bei Höchstgeschwindigkeit einen geringen Fahrbereich nach sich zog, zudem konnte der Strv 103 wegen der sehr heißen Turbinenabgase mit Wärmebildgeräten bereits auf sehr große Entfernungen geortet werden. Die Hydropneumatik war verschleißanfällig und wegen hoher Wartungs- und Reparaturkosten teuer. Zwar bot die Kasemattenbauweise einige taktische und technische Vorteile, nachteilig blieb allerdings die Unfähigkeit, während der Fahrt die Hauptwaffe zu richten und zu schießen. Eine Schwäche die besonders zum Tragen kam, als durch das Aufkommen einer wirksameren Waffenstabilisierung Kampfpanzer nun auch während schneller Stellungswechsel zielgenau schießen konnten.

## Aufbau

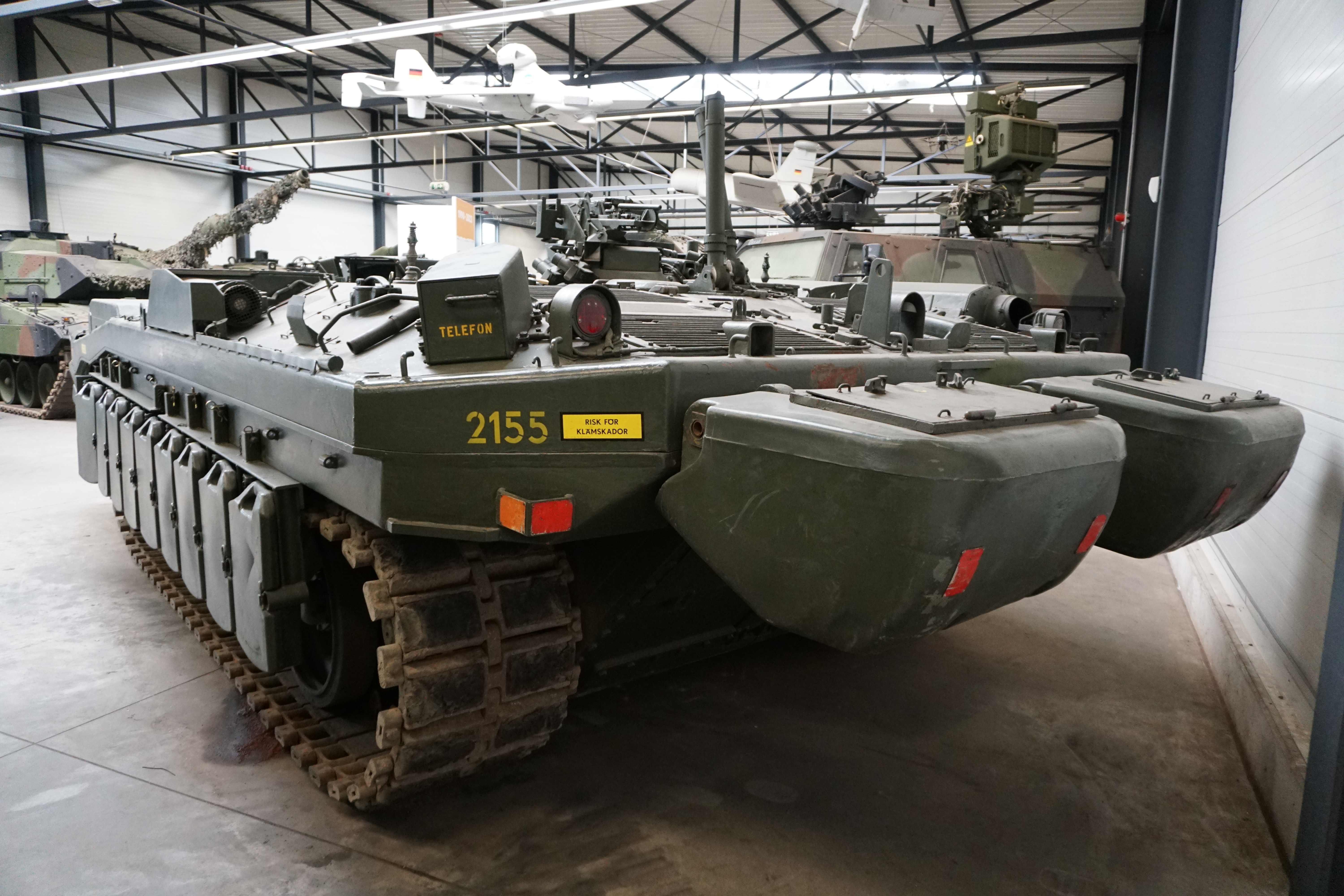
Stridsvagn 103 (Heck)

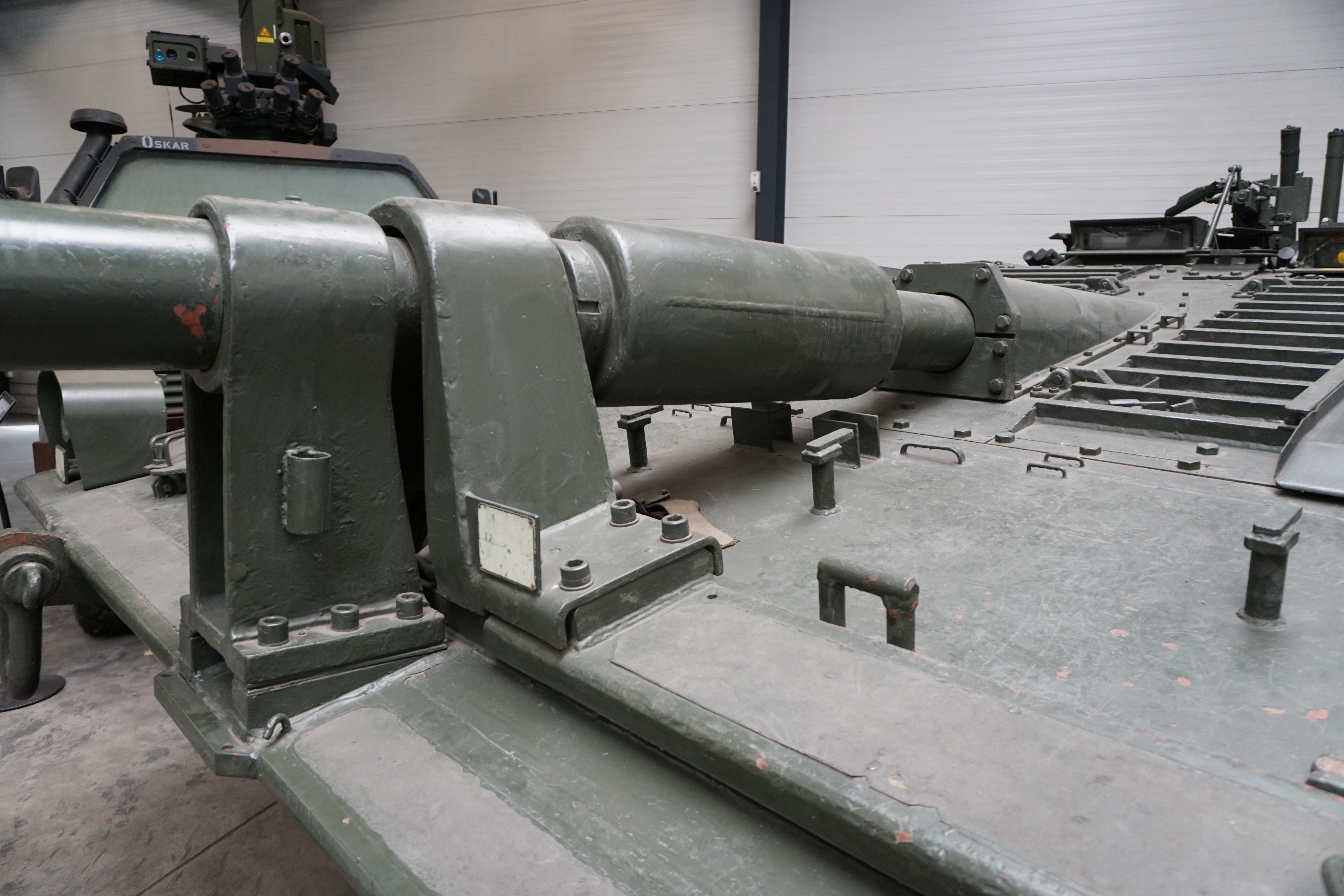
Stridsvagn 103 (Front)

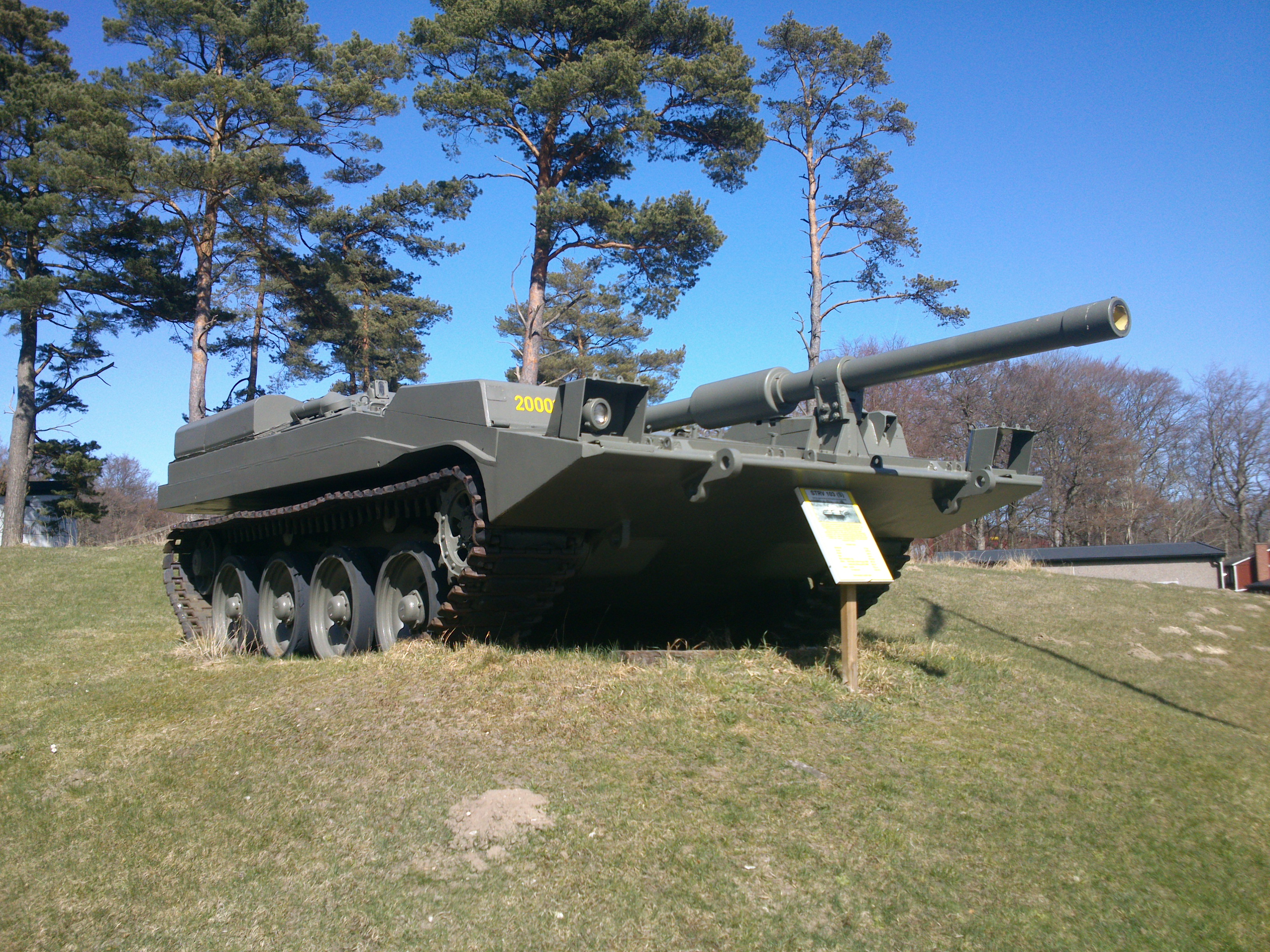
StrV 103 ohne Zusatzpanzerung und Seitenschürzen

Der Stridsvagn 103 besteht aus der Panzerwanne mit dem Motor- und Kampfraum, der Kanone und dem Laufwerk. Die Besatzung bestand aus drei Mann: Kommandant, Schütze/Fahrer und Funker/Rückwärtsfahrer, wobei im Notfall auch einer allein die Kanone bedienen konnte. Der Kommandant konnte beim Erkennen eines Zieles den Fahrer übersteuern und das Ziel selbstständig bekämpfen. Er saß rechts neben der Kanone, Fahrer und Funker links, Rücken an Rücken.

### Antrieb
Der Stridsvagn 103 war mit einer kombinierten Antriebsanlage, bestehend aus einem Rolls-Royce-Dieselmotor mit 177 kW (240 PS) und einer zuschaltbaren Boeing-Gasturbine mit 360 kW (490 PS) ausgestattet.
Durch den Hybridantrieb wurden zudem einige Entwicklungsrisiken und Nachteile eines damals noch neuen, reinen Gasturbinenantriebs vermieden. Ein nachrüstbarer Generator hätte das notwendige Laufenlassen des Motors umgangen, der Dieselmotor wurde beim Modell 103-C durch einen Detroit-Diesel mit 290 PS ersetzt.
Das Laufwerk ist ein Stützrollenlaufwerk mit vier Laufrollen, zwei Stützrollen und einem Antriebs- sowie einem Leitrad pro Seite. Die Antriebsanlage und das Getriebe befinden sich ebenso wie das Antriebsrad vorn. Die Federung ist hydropneumatisch.
Die Kasemattenbauweise bedingte eine extreme Lösung beim Laufwerk – sehr kurze Kettenauflage für besseres Seitenrichten und daraus resultierend sehr breite Ketten, um einen noch akzeptablen spezifischen Bodendruck zu erreichen.

### Panzerung
Die Bugplatte war extrem geneigt, eine am Bug montierte Gitter-Abstandspanzerung sollte Hohlladungsmunition vorzeitig zur Explosion bringen und darüber hinaus zur Tarnung dienen. Die Seiten waren mit Schürzen versehen.

### Bewaffnung
Die bei Bofors in Lizenz gefertigte 105-mm-L/62-Kanone war starr eingebaut und mit einem 50 Patronen fassenden Ladeautomaten versehen. Der Verschluss der Kanone befand sich dabei nahe beim Heck, wodurch die recht lange Waffe nur im geringen Maße aus dem Fahrzeuggrundriss herausragte. Unter anderem ermöglichte dies auch den automatischen Auswurf der leeren Kartuschen durch eine Heckklappe.
Durch die Kasemattbauweise, bei der die Waffe fest mit der Wanne verbunden war, musste das gesamte Fahrzeug zum Ausrichten der Kanone verwendet werden. Dafür hatte das Fahrwerk eine hydropneumatische Federung, wodurch Bug oder Heck angehoben werden konnten, um die Hauptwaffe bis zu 22° in der Höhe zu richten, während das seitliche Richten durch Schwenken des Fahrzeugs erfolgte. Infolgedessen war der Strv 103, ähnlich wie einige Jagdpanzer bzw. Sturmgeschütze, nur mit laufendem Motor seitlich richtbereit. Neben dem Nachteil des dadurch höheren Kraftstoffverbrauchs verstärkte sich der Effekt beim Stridsvagn 103 insofern, als die Waffen der meisten Panzer in Kasemattbauweise zumindest einen Schwenkbereich von wenigen Grad in alle Richtungen zulassen, während beim Stridsvagn 103 selbst zum Schwenken um ein Grad oder weniger das gesamte Fahrzeug gedreht werden musste.

### Zusatzausrüstung
Der Strv 103 war mit der mitgeführten aufrichtbaren Schwimmhilfe (Typ DD-Tank) schwimmfähig; eine Lösung, die im Zweiten Weltkrieg auf alliierter Seite entwickelt worden war. Ein an jeder Einheit vorhandener Grabschild half beim Eingraben und Deckungsuchen. Ein Minenräumgerät konnte am Fahrzeug befestigt werden.

## Varianten
Auf dem modifizierten Fahrgestell des Stridsvagn 103 basierte auch die Panzerhaubitze Bandkanon 1 des schwedischen Heeres.